# Hirundo domicola
Hirundo domicola е вид птица от семейство Лястовицови (Hirundinidae).

## Разпространение
Видът е разпространен в Индия и Шри Ланка.